# Scarborough Football Club
Lo Scarborough Football Club è stato un club calcistico inglese di Scarborough, tra i più antichi del Paese britannico (fu fondato nel 1879) e che si sciolse nel 2007 dopo 128 anni di storia a causa di un debito di 2.5 milioni di sterline.
Il 25 giugno 2007, poco dopo il fallimento del club, a partire da un gruppo di tifosi venne creato un nuovo club per sostituire lo Scarborough F.C., avente il nome di Scarborough Athl., che, partendo dalla Division One della Northern Counties East Football League (decima divisione) è negli anni arrivato a giocare in Northern Premier League (settima divisione), ovvero la stessa categoria in cui il club originale avrebbe dovuto giocare nella stagione che sarebbe cominciata subito dopo il suo fallimento.

## Storia
Il club giocò la sua prima competizione ufficiale prendendo parte alla FA Cup 1887-1888, e negli anni seguenti si iscrisse alla Northern League, una delle tante leghe non professionistiche di quegli anni che venivano disputate parallelamente alla Football League. Nel 1927 il club diventa professionistico e passa alla Midland Football League, vincendola 3 anni dopo. Nel corso degli anni '30 il club ottiene inoltre diversi buoni risultati in FA Cup, raggiungendo il terzo turno in 2 diverse occasioni (nella FA Cup 1929-1930 e nella FA Cup 1937-1938). Nel 1931 il club fu costretto per problemi economici a vendere lo stadio al comune di Scarborough, ricomprandolo poi nel 1960. Nel 1968 il club fu tra i membri fondatori della Northern Premier League, che all'epoca era insieme alla Isthmian League ed alla Southern Football League una delle principali leghe non facenti parte della Football League; nella stagione 1972-1973 conquistò tra l'altro un secondo posto in classifica in questo campionato. Negli anni '70 il club salì alla ribalta a livello nazionale per la partecipazione a ben 4 finali del FA Trophy, 3 delle quali vinte, nell'arco di sole 5 stagioni (vittorie nelle stagioni 1972-1973, 1975-1976 e 1976-1977, sconfitta in finale nella stagione 1974-1975). In virtù di questi risultati il club partecipò tra l'altro anche alla prima competizione internazionale della sua storia, la Coppa Anglo-Italiana: in particolare, prese parte alla Coppa Anglo-Italiana 1976 ed alla Coppa Anglo-Italiana 1977, senza raggiungere la finale ma ottenendo comunque alcuni risultati di rilievo (ad esempio una vittoria per 4-0 ai danni dell'Udinese nel 1976 ed una vittoria per 2-0 ai danni del Parma nell'edizione successiva); in aggiunta, il club gioca anche la Coppa Italo-Inglese Semiprofessionisti, perdendo la finale contro il Lecce con il punteggio complessivo di 4-1 (vittoria casalinga dello Scarborough per 1-0 all'andata e vittoria per 4-0 dei pugliesi al ritorno, con 3 gol nei tempi supplementari). Nel 1979 il club fu tra i membri fondatori della Alliance Premier League, un torneo che si proponeva di diventare la principale lega calcistica inglese (e da cui nel 1987 sarebbe poi anche stato introdotto per la prima volta un meccanismo di promozioni automatiche da e per la Football League, rendendolo a tutti gli effetti la quinta divisione inglese, cosa che comunque era de facto già dalla sua fondazione). Il club nei primi anni nel nuovo campionato ottenne diversi piazzamenti di metà classifica, sempre abbastanza lontano dai vertici; con l'ingaggio dell'allenatore Neil Warnock il club riuscì tuttavia, grazie anche ad una striscia di 22 risultati utili consecutivi, a vincere il campionato nella stagione 1986-1987, diventando così il primo club nella storia del calcio inglese a venir ammesso nella Football League in modo automatico e non mediante il meccanismo di elezione precedentemente in vigore.
La prima stagione nella Football League si conclude con un quinto posto nel campionato di quarta divisione, che consente la partecipazione ai play-off per la promozione in terza divisione, conclusi con un'eliminazione in semifinale per mano del Wrexham con un complessivo 5-1 fra andata e ritorno. Dopo un diciottesimo posto nella Fourth Division 1989-1990, il campionato successivo si conclude con un nono posto, a 2 punti di distacco dall'ottavo posto che avrebbe consentito una nuova partecipazione ai play-off. Dopo 3 piazzamenti consecutivi a metà classifica, sempre ben distanti dalla zona retrocessione, nella stagione 1994-1995 i Seadogs rischiano seriamente la retrocessione, concludendo il campionato al penultimo posto in classifica appaiati a quota 34 punti con l'Exeter City poi retrocesso, e salvandosi solo per la miglior differenza reti rispetto ai Grecians. Anche la stagione 1995-1996 si conclude con un penultimo posto in classifica, anche se in questo caso senza mai rischiare seriamente la retrocessione, visti gli 11 punti di vantaggio a fine campionato sul Torquay Utd; dopo 2 campionati comunque negativi nonostante la salvezza, la Third Division 1996-1997 si conclude con un tranquillo dodicesimo posto in classifica. Nel campionato successivo il club ottiene invece il secondo miglior piazzamento della sua storia, arrivando sesto (il miglior piazzamento di sempre rimane invece il quinto posto in quarta divisione della stagione 1988-1989) a soli 3 punti di distacco dal Lincoln City terzo in classifica ed automaticamente promosso in terza divisione; il piazzamento è comunque tale da garantire la seconda qualificazione di sempre ai play-off, che si conclude come nel caso precedente con una sconfitta in semifinale, questa volta con un complessivo 7-2 fra andata e ritorno per mano del Torquay United. La stagione successiva si rivela però drammatica, poiché il club, nonostante la notevole cifra di 48 punti conquistati in 46 partite, chiude il campionato all'ultimo posto in classifica, retrocedendo dopo 12 campionati consecutivi in Football Conference: oltre al fatto che 48 punti era (ed è tuttora) il più alto punteggio di sempre mai ottenuto da un club arrivato ultimo in classifica in un qualunque campionato della Football League, a rendere particolarmente pesante la retrocessione dei Seadogs è costituito dall'andamento dell'ultima giornata di campionato. Con una partita da giocare lo Scarborough aveva infatti un punto di vantaggio sul Carlisle Utd, e concluse la sua partita (col senno di poi rivelatasi l'ultima di sempre giocata dal club stesso nella Football League, l'8 maggio 1999) con un pareggio casalingo per 1-1 contro il Peterborough Utd nono in classifica; il Carlisle United, dal canto suo, dopo essersi portato in vantaggio per 1-0 sul Plymouth si fece raggiungere sul punteggio di 1-1 ma, al novantacinquesimo ed ultimo minuto di gioco, con i tifosi dello Scarborough (che nel frattempo aveva terminato da pochi minuti la sua partita) che avevano già invaso il campo festeggiando la salvezza realizzò la rete del definitivo 2-1 con un tiro del suo portiere Jimmy Glass, per ironia della sorte acquistato in prestito poche settimane prima e solamente alla sua terza presenza nel club, sugli sviluppi di un calcio d'angolo.
La stagione 1999-2000 si concluse con un quarto posto in classifica, mancando quindi di poco l'immediato ritorno in quarta divisione; gli anni seguenti però nonostante alcuni buoni risultati (ad esempio il raggiungimento del quarto turno della FA Cup 2003-2004, poi conclusa con l'eliminazione per 1-0 per mano del Chelsea semifinalista di Champions League, e la stagione successiva conclusa senza sconfitte nelle partite casalinghe) si concludono tutti con piazzamenti di metà classifica, sempre compresi tra il settimo ed il tredicesimo posto in classifica. Nella stagione 2005-2006 il club, che già da alcuni anni dopo la retrocessione era in pesanti difficoltà finanziarie, arriva ultimo in classifica: la retrocessione viene in un primo momento evitata per il fatto che il Canvey Island, salvo sul campo, venne escluso dal campionato per irregolarità finanziarie, ma lo stesso Scarborough, dopo un'iniziale decisione di ripescaggio, venne poi a sua volta escluso per irregolarità finanziare, confermando di fatto il verdetto del campo: la stagione 2006-2007, l'ultima nella storia del club, venne pertanto giocata in Conference North (sesta divisione); l'ultima partita giocata dal club nella sua storia fu la vittoria casalinga per 1-0 ai danni dell'Hucknall Town nell'ultima giornata di campionato, il 28 aprile 2007. La stagione, iniziata con una penalizzazione di 10 punti per irregolarità finanziarie, si concluse con un ventesimo posto in classifica e la conseguente retrocessione (la seconda consecutiva) in Northern Premier League (ovvero uno dei campionati che costituiscono la settima divisione inglese).
Il 20 giugno 2007 il club fallì ufficialmente a causa di debiti per una cifra complessiva di 2.5 milioni di sterline, accumulati dopo la retrocessione dalla Football League; anche un tentativo di vendita dello stadio e di costruzione di un nuovo impianto più moderno, in atto da alcuni anni e che avrebbe potuto aiutare a risollevare le sorti del club, non andò a buon fine, contribuendo di fatto allo scioglimento del club.

## Stadio
Dal 1879 al 1898 giocò nello Scarborough Cricket Club, per poi trasferirsi all'Aggborough Stadium, avente una capienza di 6408 spettatori, dove giocò fino allo scioglimento del club nel 2007; lo stadio fu poi demolito nel 2011 e nel sito in cui sorgeva nel 2017 venne edificato un supermercato.

## Allenatori
- Colin Appleton (1969-1973)
- Colin Appleton (1975-1981)
- Neil Warnock (1986-1989)
- Colin Morris (1989)
- Mick Wadsworth (1996-1999)
- Colin Addison (1999-2000)
- Neil Thompson (2000-2001)
- Russell Slade (2001-2004)

## Palmarès

### Competizioni nazionali
- Conference League: 1

1986-1987
- FA Trophy: 3

1972-1973, 1975-1976, 1976-1977
- Conference League Cup: 1

1983-1984
- Northern Premier League Cup: 1

1976-1977

### Competizioni regionali
- Midland Football League: 1

1929-1930
- North Riding Senior Cup: 19

1908-1909, 1928-1929, 1938-1939, 1947-1948, 1955-1956, 1958-1959, 1960-1961, 1961-1962, 1968-1969, 1972-1973, 1973-1974, 1976-1977, 1977-1978, 1980-1981, 1981-1982, 1984-1985, 1986-1987, 1991-1992, 2003-2004

### Altri piazzamenti
- Alliance Premier League:

Terzo posto: 1980-1981
- Coppa Italo-Inglese Semiprofessionisti:

Finalista: 1976
- Conference League Cup:

Finalista:  1982-1983